# Mackin Table
Der Mackin Table ist ein eisbedeckter, keilförmiger und 2135 m hoher Tafelberg im westantarktischen Queen Elizabeth Land. Mit einer Länge von rund 32 km ragt er nördlich des Patuxent-Eisstroms als höchste Erhebung der Patuxent Range in den Pensacola Mountains auf. 
Der United States Geological Survey kartierte ihn anhand eigener Vermessungen und Luftaufnahmen der United States Navy aus den Jahren von 1956 bis 1966. Auf Vorschlag des United States Antarctic Program wurde er nach Joseph Hoover Mackin (1905–1968) von der University of Washington benannt, der zahlreiche Geologen ausgebildet hatte, die im Rahmen des Antarktisprogramms die Pensacola Mountains untersuchten.